# كاري آن لوكاس
كاري آن لوكاس (بالإنجليزية: Carrie Ann Lucas)‏ هي محامية وكاهنة ومُدرسة أمريكية، ولدت في 18 نوفمبر 1971 في وندسور في الولايات المتحدة، وتوفيت في 24 فبراير 2019 في Medical Center of the Rockies ‏ في الولايات المتحدة بسبب توقف القلب.